# Choi Kook-hee
Choi Kook-hee (최국희) est un réalisateur et scénariste sud-coréen, né en 1976. Son premier film, Split (en), qu'il a également écrit, remporte le New Flesh Award du meilleur premier film au festival FanTasia en 2017. L'idée du scénario lui est venu après avoir vu une personne autiste jouer au bowling dans une posture hilarante mais avec un score exceptionnel,.

## Filmographie
- 2002 : Blue Decoding (court-métrage) – réalisateur
- 2005 : Conte de cinéma – département de réalisation
- 2006 : The Springtime of Life – réalisateur, scénariste
- 2006 : The Sundays of August – acteur
- 2007 : Carnival (court-métrage) – réalisateur, scénariste
- 2016 : Split (en) – réalisateur, scénariste
- 2018 : Default – réalisateur
- 2022 : Life Is Beautiful (en) – réalisateur

## Récompenses
- FanTasia 2017 : New Flesh Award du premier film (Split (en))